# Tukadmungga
Tukadmungga is een bestuurslaag in het regentschap Buleleng van de provincie Bali, Indonesië. Tukadmungga telt 3883 inwoners (volkstelling 2010).